# Charles-Nicolas Cochin

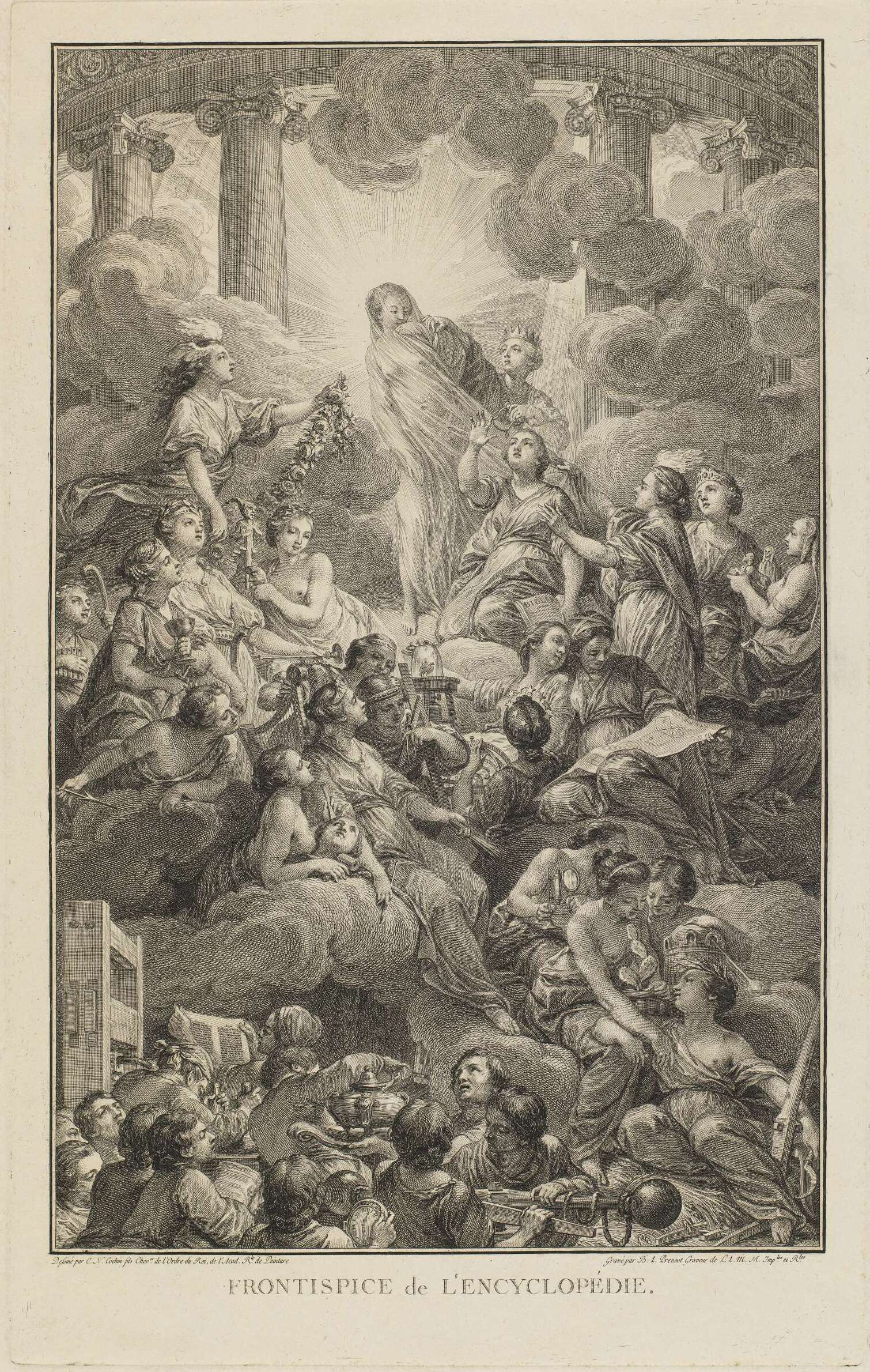
Frontispicio de la Encyclopédie ou Dictionnaire raisonné des sciences, des arts et des métiers de Denis Diderot y Jean le Rond D'Alembert, dibujo de Cochin grabado por Benoît-Louis Prévost (1772)

Charles-Nicolas Cochin el Joven (en francés: Charles Nicolas Cochin le jeune, París, 22 de febrero de 1715–ibidem, 29 de abril de 1790) fue un escritor, crítico de arte, pintor y grabador francés. 

## Biografía
Fue hijo de Charles-Nicolas Cochin el Viejo y Louise-Madeleine Horthemels, ambos grabadores. Se formó con su padre, así como en los talleres de Jean II Restout y Jacques-Philippe Le Bas.
En 1739 entró como dibujante y grabador en los Menus plaisirs du roi («Pequeños placeres del rey»), la institución que se ocupaba de organizar las fiestas y ceremonias de la corte. Aquí realizó obras como los Funerales de la reina de Cerdeña (1743), la Ceremonia de la boda de Luis, delfín de Francia con María Teresa infanta de España (1746), el Baile de disfraces en la "petite écurie", el Baile de máscaras en la Galería de los Espejos, la Decoración de la sala de espectáculos (1746) y los Funerales de la Delfina en Notre-Dame y su entierro en Saint-Denis (1748).
Entre 1749 y 1751 realizó un viaje por Italia en compañía de Jacques-Germain Soufflot, el marqués de Vandières y el abate Jean-Bernard Le Blanc, que reflejó en un libro, Viaje por Italia (1756-1758).
A la vuelta de este viaje fue admitido en la Real Academia de Pintura y Escultura con su dibujo Licurgo herido (1751, Museo del Louvre). Fue maestro de dibujo de Madame de Pompadour y, en 1752, fue nombrado guarda de los dibujos del rey. En 1755 fue nombrado secretario de la Academia y empezó a centrarse cada vez más en la crítica y teoría del arte. Desde entonces se fue dedicando cada vez menos a la realización práctica de obras, aunque todavía realizó grandes series de grabados, como las Conquistas del emperador de China (1767-1773, con dibujos de Jean-Denis Attiret) o los Puertos de Francia en colaboración con Le Bas, sobre originales de Joseph Vernet (1761-1778).
Como teórico del arte fue un defensor del retorno a lo cánones del arte clásico, acorde al nuevo estilo que se estaba perfilando, el Neoclasicismo: Observaciones sobre las excavaciones de Herculano (1754), Notas sobre las obras de pintura y escultura que pueden verse en las principales ciudades de Italia (1758), Obras diversas (1771), Cartas a un joven artista pintor (1774).
Como grabador dejó unas 1500 obras, entre ellas el frontispicio de la Encyclopédie ou Dictionnaire raisonné des sciences, des arts et des métiers de Denis Diderot y Jean le Rond D'Alembert (1751). Ilustró numerosos libros: Obras de Virgilio (1743), Fábulas de La Fontaine (1755-1759), Historia del reinado de Luis XV (1753-1770).
Como dibujante legó un millar de obras, entre las que destacan sus medallones con retratos de personajes ilustres de su tiempo, como el Conde de Caylus (1750), el Señor de Vandières (1752), J. Restout (1753), el Duque de la Valière (1757), etc.
Se conserva un conjunto completo de su obra grabada en el gabinete de estampas de la Biblioteca Nacional de Francia.